# 진부중학교
진부중학교(珍富中學校)는 대한민국 강원특별자치도 평창군 진부면 하진부리에 있는 공립 중학교이다.

## 학교 연혁
- 1953년 5월 20일 : 진부중학교 개교
- 2007년 1월 1일 : 교원능력개발평가 선도학교 운영
- 2024년 3월 4일 : 제41대 전상필 교장 취임
- 2025년 1월 3일 : 제71회 졸업식 거행(졸업생 남 22명, 여 25명 계 47명) 누계 12,189명
- 2025년 3월 4일 : 2025학년도 입학식(60명 입학)

## 참고 자료
- 진부중학교 - 한국교육학술정보원 학교알리미